# Amphilectus
Amphilectus is een geslacht van sponsdieren uit de klasse van de Demospongiae (gewone sponzen).

## Soorten
- Amphilectus americanus (Ridley & Dendy, 1887)
- Amphilectus columnatus (Topsent, 1890)
- Amphilectus dactylus Goodwin, Jones, Neely & Brickle, 2011
- Amphilectus digitatus (Miklucho-Maclay, 1870)
- Amphilectus flabellatus Burton, 1932
- Amphilectus fleecei Goodwin, Jones, Neely & Brickle, 2011
- Amphilectus fucorum (Esper, 1794)
- Amphilectus glaber (Brøndsted, 1924)
- Amphilectus informis (Stephens, 1915)
- Amphilectus laxus (Lambe, 1893)
- Amphilectus lesliei (Uriz, 1988)
- Amphilectus lobatus (Montagu, 1814)
- Amphilectus munitus Whitelegge, 1907
- Amphilectus pedicellatus (Lundbeck, 1905)
- Amphilectus rugosus (Thiele, 1905)
- Amphilectus strepsichelifer van Soest, Beglinger & De Voogd, 2012
- Amphilectus typichela (Lundbeck, 1905)
- Amphilectus unciger (Topsent, 1928)
- Amphilectus utriculus van Soest, Beglinger & De Voogd, 2012